# The Cloud Dream of the Nine - 두 번째 꿈
《The Cloud Dream of the Nine - 두 번째 꿈》은 대한민국 가수 엄정화의 열 번째 정규 앨범 파트 2이다. 2017년에 발매되었다. 타이틀곡은 〈Ending Credit〉이다.

## 트랙 리스트
| #  | 제목                            | 작사             | 작곡             | 편곡       | 재생 시간 |
| -- | ------------------------------- | ---------------- | ---------------- | ---------- | --------- |
| 1. | 〈Delusion (Duet With 이효리)〉 | 김이나           | 이민수           | 이민수     | 3:26      |
| 2. | 〈So What〉                     | Kenzie           | Kenzie           | Kenzie     | 3:19      |
| 3. | 〈Ending Credit〉               | 행주, 프라이머리 | 프라이머리, 수란 | 프라이머리 | 3:21      |
| 4. | 〈Photographer (Feat. 정려원)〉 | 포스티노, 팬시   | 포스티노, 팬시   | 포스티노   | 3:26      |

## 평가
| 전문가 평가 | 전문가 평가 |
| 평가 점수   | 평가 점수   |
| 출처        | 점수        |
| ----------- | ----------- |
| 이즘        | 3/별        |

《이즘》의 정유나는 "여전히 건재하고 반짝인다. 기대를 충족해준 복귀"라며 별점 만점 5점 중 3점을 부여했다.
《웨이브》의 정은정과 성효선은 《The Cloud Dream of the Nine - 두 번째 꿈》을 [weiv]가 꼽은 올해의 앨범으로 선정하였다. 김세철은 〈Photographer〉를 '필자들이 뽑은 올해의 트랙'으로 선정하며 다음과 같이 평가하였다. "기대를 초과한 또렷한 한 방이다. 덕분에 엄정화를 과거의 히트곡으로만 기억하거나 포스티노를 “좋니” 작곡가로만 기억하는 건 좀 아까운 일이란 걸 새삼 깨닫는다."